# Kerzaz
Kerzaz est une daïra de la wilaya de Béni Abbès située à 120 km au sud-est de Béni-Abbès et à 330 km au sud-est de Béchar. La daïra de Kerzaz est composée de trois communes : Kerzaz, Beni Ikhlef et Timoudi, toutes les trois habitées par une population chleuh.

## Géographie

### Situation
La commune de Kerzaz est située au sud-est de la wilaya de Béchar.
| El Ouata                         | Beni Ounif | Ksar Kaddour (Wilaya d'Adrar) |
| Beni Abbes, Tamtert, Beni Ikhlef | Kerzaz     | Timoudi                       |
| Tabelbala                        | Timoudi    | Timoudi                       |

### Relief et hydrographie
La ville de Kerzaz est située au nord-ouest du chott de Sebkha de Kerzzaz.

### Localités de la commune
Lors du découpage administratif de 1984, la commune de Kerzaz est constituée des localités suivantes : Kerzaz Megsem, Zaouia Kébira et Kerzaz Ksar.

### Transports
La commune de Kerzaz est traversée par la route nationale (RN 6), dite « route des Oasis », qui relie la ville de Sig, située au nord-ouest de l'Algérie, à la ville de Timiaouine, située à l’extrême sud de l'Algérie à la frontière avec le Mali, via Béchar et Adrar.

## Personnalités liées à Kerzaz
- Sidi Ahmed Ben-Moussa, érudit musulman, y est né en 1443 et y est décédé en 1573.